# کرمنه
کرمنه (به ازبکی: Karmana) یک منطقهٔ مسکونی در ازبکستان است که در ناحیه نوایی واقع شده‌است. کرمنه ۲۰٬۸۱۶ نفر جمعیت دارد.